# Id (Unix)
Pour les articles homonymes, voir ID.
id est, en informatique, un programme des systèmes d’exploitation de type Unix qui sert à afficher à l’écran l’identifiant utilisateur (abrégé en UID) du compte l’ayant invoqué.
Exemple :
```
 
toto@localhost:~$
 
id

 
uid
=
1016
(
toto
)
 
gid
=
100
(
users
)
 
groups
=
100
(
users
)

```

Le compte de l’utilisateur root a l’UID zéro.
L’exécutable whoami existant auparavant a été rendu obsolète par l’apparition de la commande id ; whoami affiche le nom de l’utilisateur qui l’invoque.
La commande
```
  
id
 
-un

```

est équivalente.